# Lijst van voetbalinterlands Albanië - Noorwegen (vrouwen)
Deze lijst van voetbalinterlands is een overzicht van alle officiële voetbalwedstrijden tussen de nationale vrouwenteams van Albanië en Noorwegen. De landen hebben tot nu toe zes keer tegen elkaar gespeeld.

## Wedstrijden
| № | Plaats     | Datum             | Competitie           | Wedstrijd           | Uitslag |
| - | ---------- | ----------------- | -------------------- | ------------------- | ------- |
| 1 | Sarpsborg  | 26 oktober 2013   | WK 2015 kwalificatie | Noorwegen − Albanië | 7 − 0   |
| 2 | Durrës     | 13 september 2014 | WK 2015 kwalificatie | Albanië − Noorwegen | 0 − 11  |
| 3 | Rrogozhinë | 25 november 2021  | WK 2023 kwalificatie | Albanië − Noorwegen | 0 − 7   |
| 4 | Oslo       | 6 september 2022  | WK 2023 kwalificatie | Noorwegen − Albanië | 5 − 0   |
| 5 | Shkodër    | 25 oktober 2024   | EK 2025 kwalificatie | Albanië − Noorwegen | 0 − 5   |
| 6 | Oslo       | 29 oktober 2024   | EK 2025 kwalificatie | Noorwegen − Albanië | 9 − 0   |

## Samenvatting
| Competitie      | Totaal gespeeld | Winst Albanië | Gelijk | Winst Noorwegen | Doelsaldo Albanië – Noorwegen |
| --------------- | --------------- | ------------- | ------ | --------------- | ----------------------------- |
| WK kwalificatie | 4               | 0             | 0      | 4               | 0 − 30                        |
| EK kwalificatie | 2               | 0             | 0      | 2               | 0 − 14                        |
| Totaal          | 6               | 0             | 0      | 6               | 0 − 44                        |